# Objectif de développement durable no 16 des Nations unies
paix, justice et institutions efficaces
Pour un article plus général, voir Objectifs de développement durable.
 (avril 2023).

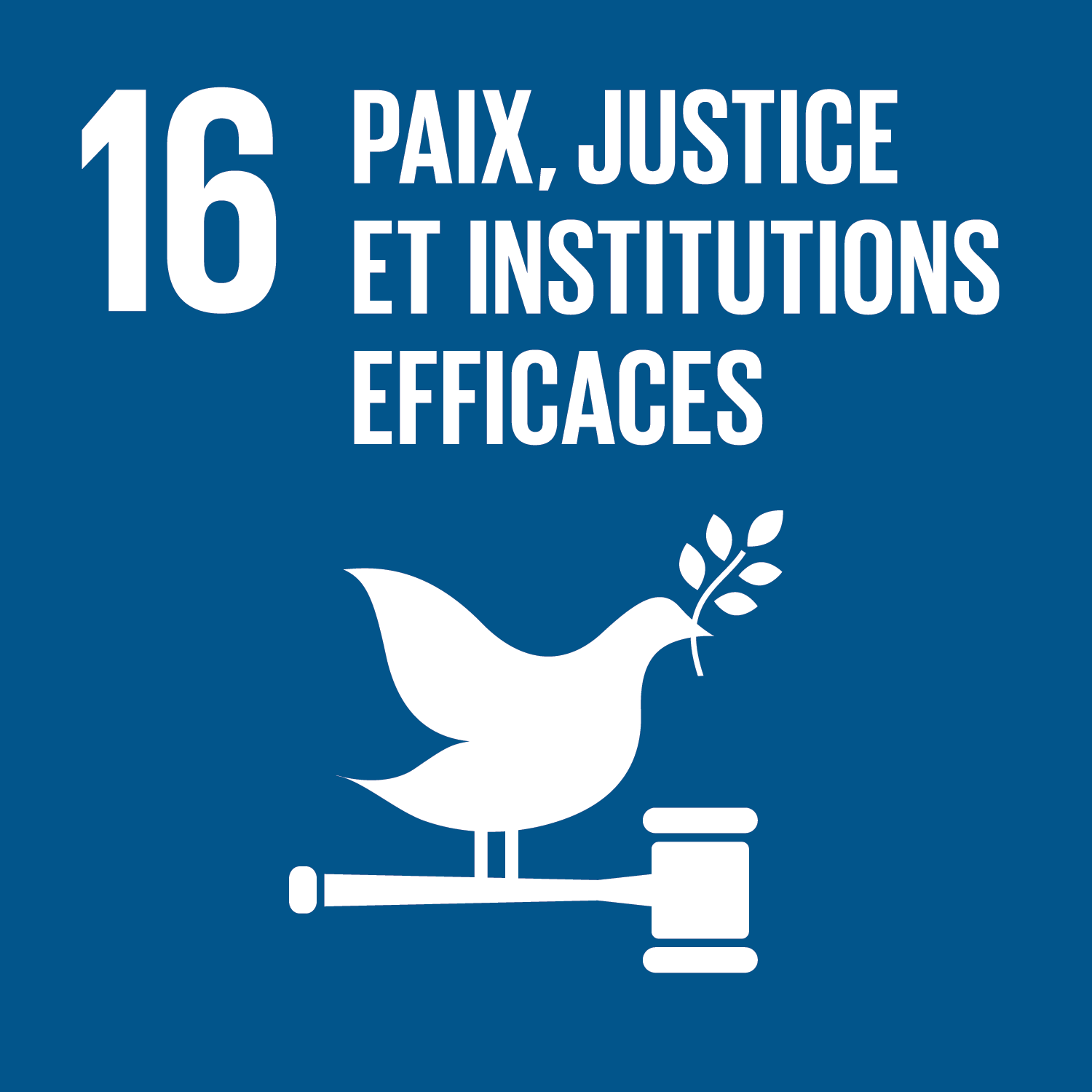
Logo de l'objectif no 16.

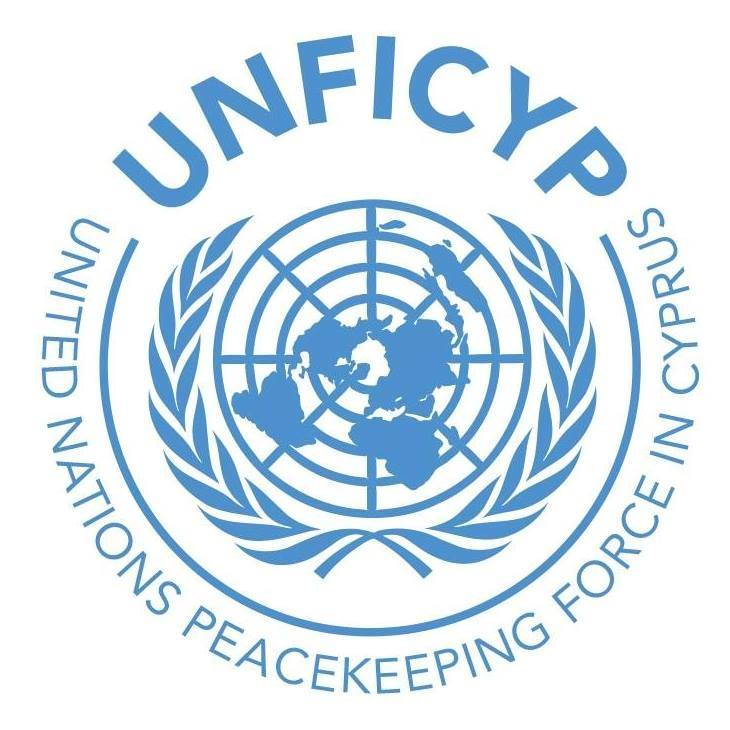
Symbole de l'ONU.

L'objectif no 16 des 17 objectifs de développement durable fait partie des objectifs de développement durable (ODD) adoptés en 2015 par l'Assemblée générale des Nations unies concerne la justice et la paix. Son titre est « Paix, justice et institutions efficaces », Sa formulation officielle est : « Promouvoir l’avènement de sociétés pacifiques et inclusives aux fins du développement durable, assurer l’accès de tous à la justice et mettre en place, à tous les niveaux, des institutions efficaces, responsables et ouvertes à tous. » L'objectif comporte 12 cibles à atteindre d'ici 2030. Les progrès vers les objectifs seront mesurés par 23 indicateurs.
Cet objectif comporte dix « cibles en termes de résultat » : réduire la violence ; protéger les enfants contre les abus, l'exploitation, la traite et la violence ; promouvoir l'État de droit et garantir l'égalité d'accès à la justice ; lutter contre le crime organisé et les flux financiers et d'armes illicites, réduire considérablement la corruption et les pots-de-vin ; développer des institutions efficaces, responsables et transparentes ; assurer une prise de décision réactive, inclusive et représentative ; renforcer la participation à la gouvernance mondiale ; fournir une identité juridique universelle ; assurer l'accès du public à l'information et protéger les libertés fondamentales. Il existe également deux « cibles de moyens de mise en œuvre » : renforcer les institutions nationales de prévention de la violence et de lutte contre la criminalité et le terrorisme ; promouvoir et appliquer des lois et des politiques non discriminatoires.

## Enjeux dans le contexte des autres ODD
Les objectifs de développement durable forment un ensemble de 17 objectifs mondiaux fixés par les Nations Unies. C'est un moteur de progrès et un outil d'appui pour les autres objectifs. Les objectifs généraux sont interdépendants bien que chacun ait ses propres objectifs à atteindre. Les ODD couvrent un large éventail de questions de développement social et économique. Il s'agit notamment de la pauvreté, de la faim, de la santé, de l'éducation, de l'égalité des sexes, du changement climatique, de l'approvisionnement en eau, de l'assainissement, de l'énergie, de l'urbanisation, de l'environnement et de la justice sociale. Les ODD insistent sur l'importance de progresser vers des sociétés pacifiques et inclusives, l'accès à la justice et à l'état de droit, et des institutions efficaces, responsables et inclusives.
L'ODD 16 est justifié par la nécessité d'une intervention majeure pour promouvoir la paix et des institutions inclusives et de la sorte contribuer aux autres objectifs de développement durable. Les domaines d'amélioration comprennent: la réduction de la violence meurtrière, l'élimination de la traite des êtres humains et la réduction des décès de civils dans les conflits.

## Justice et paix dans le monde
L'ONU ainsi que les différents états souhaitent officiellement obtenir la paix à travers le monde et cela passe notamment par la signature de différents traités de paix internationaux, il y a cependant également un fort besoin de justice qui se fait sentir par de nombreux pays et de la part de leurs habitants. Cela peut s'expliquer par le fait que certaines populations ont été victimes de crimes de guerre, de génocide ou encore de crime contre l'humanité, mais il y a aussi régulièrement l'intervention de grandes puissances dans ces conflits car cela concerne directement plusieurs intérêts commerciaux et ce au travers d'accord avec différents pays et l'existence de sanctions commerciales existant à l'encontre des pays qui ne respecte pas les traités internationaux. L'exemple de l'intervention militaire des États-Unis au Koweït ainsi que de nombreux occidentaux s'expliquent ainsi par le besoin de ces pays en pétrole et aux relations avec le Koweït.
Cet exemple permet ainsi de comprendre que malgré le désir affiché par tous les états de promouvoir la paix, il y a cependant des difficultés qui demeurent à plusieurs niveaux pour maintenir celle-ci, cela explique ainsi l'existence de points de tensions dans le monde comme entre Taïwan et la Chine. Malgré l'existence de plusieurs infrastructure pour maintenir la paix et le respect des droits de l'homme dans le monde, il est évidents que cet objectif important et non négligeable et ce sans prendre parti est loin d'être accompli et l'ONU et ses différents membres vont devoir se mobiliser activement pour réaliser cet Objectif de Développement Durable no 16.

### Justice internationale au service du monde
Différentes actions de l'ONU et des différents états ont déjà été mise en œuvre pour stopper et/ou dissuader d'éventuels criminels. On peut ainsi notamment penser au Rwanda et au génocide qui a eu lieu au début des années 1990 qui a vu par la suite la création d'un tribunal pénal international compétent pour juger tous les crimes de guerre... qui ont eu lieu au Rwanda et dans les pays voisins. Il fut créé par une décision de l'ONU, cependant il y a d'autres actions indépendantes de l'ONU qui permettent d'apporter plus de justice à travers le monde comme la cour pénale internationale créée en 2002 et qui est en mesure d'intervenir pour juger tous crimes de guerre, génocide ou contre l'humanité commis dans l'un des états membres à partir de 2002, elle n'est pas compétente pour juger des crimes plus anciens, cependant les 3 catégories de crime évoqués sont dits imprescriptibles, donc sa portée dissuasive est beaucoup plus importante en théorie.
La cour pénale internationale comporte des magistrats nommés par les différents États qui ont ratifiés et non simplement signés le traité de Rome, cela explique le fait que de très grandes puissances mondiales comme la Chine, la Russie ou les États-Unis d'Amérique ne soient pas concernés par les actions de la cour vu que ces derniers ne reconnaissent pas son existence légal et sont en droit de le faire même si paradoxalement plusieurs de ces états ont signés le traité de Rome, autrement dit ils ne respectent celui-ci qu'en partie. Il est également possible de citer différentes situations actuelles ou passé qui relèvent de la compétence de la cour comme récemment une demande de mandat d'arrêt à l'encontre de Vladimir Poutine à la suite de la suspicion et des preuves de crimes de guerre commis par l'armée russe lors de la guerre en Ukraine qui revient souvent dans les médias et ce n'est bien sûr qu'un exemple parmi beaucoup d'autres à travers le monde. On peut également citer les différents états qui ont signés des décrets internationaux contre des atteintes aux droits de l'homme, par exemple, la France ayant signé le décret contre la torture, elle pourrait théoriquement avoir recours à la compétence universelle qui permet d'émettre un mandat d'arrêt contre une personne suspectée d'avoir commis des actes condamnés par l'un de ces décrets donc si une personne est soupçonnée d'avoir commis des actes de torture, même s'il s'agit d'un chef d'État, alors la France pourrait lancer un mandat d'arrêt international à son encontre même si dans la pratique la politique actuelle peut freiner et avoir un impact sur la mise en place de ce genre de mesure.
Le dernier point important est le fait que ces tribunaux internationaux ne disposent pas directement d'une police donc ils doivent compter sur les polices nationales des différents états, il existe cependant des agences comme Interpol qui partage en permanence et en temps réel des informations aux polices du monde entier et notamment dans le cas de mandats d'arrêt internationaux pour juger des actes aussi graves. Il faut cependant préciser que dans ces différents tribunaux, la peine de mort est formellement interdite car elle est jugée comme contraire aux droits de l'homme.

### Recherche de paix internationale
Malgré l'existence de différents traités de paix, il est clair que la paix totale est loin d'être une réalité dans notre monde et ce pour diverses raisons. Nous pouvons bien entendu citer les intérêts commerciaux des grandes puissances qui peuvent parfois si ce n'est souvent avoir recours à des conflits directs ou indirects pour défendre leurs intérêts, cela rentre dans le domaine de la géopolitique. Cependant, ce n'est pas le seul facteur responsable de conflits armés. On peut ainsi penser au cas du Yémen, en guerre civile encore de nos jours pour plusieurs raisons mais notamment des revendications de plusieurs groupes ethniques qui s'y trouvent. En tout cas, cela permet de soulever un point très important et non négligeable de la guerre, celle-ci peut rompre la paix à la suite de revendication d'indépendance dont la légitimité dépend du point de vue et ne sera donc pas abordé ici.
On peut également penser à des guerres « transfrontalières » communément appelées terrorisme avec des revendications qui mettent en péril la vie de civils dans des pays développés ou non d'ailleurs comme les attentats du Bataclan de novembre 2015 ou des assassinats de Daech en Syrie qui sont malheureusement pour les espoirs de paix devenus quotidiens. On peut également citer différentes milices dans des pays d'Afrique mais on peut bien entendu en retrouver ailleurs dans le monde donc ce problème concerne bien tous les pays du monde. Cela prouve que c'est une volonté commune de combattre la guerre à travers le monde entier. Voltaire disait « La guerre est un crime que la victoire ne justifie pas[réf. nécessaire]. » Il soutient donc l'idée que les 2 belligérants sont en partie responsable d'un confit auquel on doit ajouter les acteurs indirects comme une puissance tierce qui a des intérêts dans le conflit. Il faut ainsi noter l'existence de différentes associations de défense des droits de l'homme qui cherchent à apporter d'une part la justice pour les victimes de la guerre et ou de crimes décrits précédemment, mais elles souhaitent aussi les révéler au monde afin d'essayer d'y mettre un terme. C'est même ce genre de situation qui peut parfois conduire le conseil de sécurité de l'ONU à prendre des décisions radicales en suspendant les travaux de la cour pénale internationale décrite précédemment, si ses membres estiment que cela peut nuire à des négociations de paix en cours. Cela relève encore une fois de géopolitique et d'un niveau diplomatique.

## Cibles et indicateurs
L'ODD 16 comporte douze cibles et vingt-quatre indicateurs. Trois des objectifs précisent leur programme d'ici 2030. Ci-dessous la liste de toutes les cibles avec une version courte et une version longue des titres,.

### Cible 16.1: Réduction globale de la violence
Description : « Réduire nettement, partout dans le monde, toutes les formes de violence et les taux de mortalité qui y sont associés. » Cette cible comporte quatre indicateurs :
- Indicateur 16.1.1 : Nombre de victimes d'homicide volontaire pour 100 000 habitants, par sexe et par âge.
- Indicateur 16.1.2 : Décès liés aux conflits pour 100 000 habitants, par sexe, âge et cause.
- Indicateur 16.1.3 : Proportion de la population ayant subi (a) des violences physiques, (b) des violences psychologiques et (c) des violences sexuelles au cours des 12 derniers mois.
- Indicateur 16.1.4 : Proportion de la population qui se sent en sécurité lorsqu'elle marche seule dans la zone où elle habite.

Les crimes d'honneur sont considérés non seulement comme meurtre ou violence, mais encore comme une réalisation héroïque de croyances religieuses, généralement commise par un membre masculin de la famille. Les Nations unies estiment qu'environ 5 000 femmes sont tuées chaque année par crime d'honneur. Cependant, le nombre réel est plusieurs fois plus élevé en raison de la faiblesse du décompte de ces crimes par l'administration. Les autorités sont réticentes à communiquer des statistiques susceptibles d'affecter leur réputation internationale ou sont soudoyées afin de protéger la réputation de la famille. La cible 16.5 indique qu'elle inculque davantage le concept de corruption, et la cible 16.2 dépeint le manque de crimes signalés.
En cas de conflit armé, les hommes sont plus susceptibles de mourir sur les champs de bataille, mais les femmes sont une cible privilégiée de violences sexuelles, d'exploitation et d'autres violations. La croissance économique est aussi affectée par la violence.
Une enquête a été menée au Koweït pour mesurer à la fois le soutien et l'opposition aux crimes d'honneur en corrélation avec des informations démographiques (âge, sexe, niveau d'éducation) et des indicateurs sociaux (statut, religion). L'enquête a indiqué des niveaux élevés de soutien pour justifier la violence physique envers l'adultère féminin ou pour la transgression des normes de genre féminin. L'un des critères les plus forts est corrélé à l'islam politique. Dans une revue de 172 crimes d'honneur, plus de la moitié ont eu lieu dans des pays à majorité musulmane et 91% des auteurs étaient musulmans.
L'UNICEF, ainsi que l'indicateur 16.1.3, classe la violence en trois catégories : physique, psychologique et sexuelle. En Bolivie, l'organisation non gouvernementale Save the Children a lancé une action pour aider les adolescents vulnérables à la violence à travers les modules suivants :
- Module 1 : Estime de soi, autonomie personnelle et leadership ;
- Module 2 : Santé sexuelle et santé reproductive ;
- Module 3 : Compétences entrepreneuriales et autonomie économique ;
- Module 4 : Compétences de base mathématiques et littéraires.

Il a été constaté que le programme avait eu un effet positif sur la réussite des femmes, avec une amélioration du pouvoir de négociation au sein du ménage et une réduction du stress lié au revenu. De plus, ce programme peut être considéré comme un des facteurs qui ont conduit à la diminution de la violence contre les filles en Bolivie.

### Cible 16.2: Protection des enfants contre la maltraitance, l'exploitation, la traite et la violence

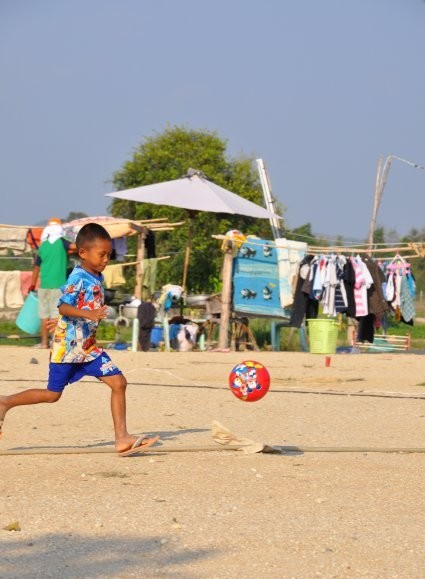
Centre de protection et de développement de l'enfance.

Description: « Mettre un terme à la maltraitance, à l’exploitation et à la traite, et à toutes les formes de violence et de torture dont sont victimes les enfants. » Cette cible comporte trois indicateurs :
- Indicateur 16.2.1 : Proportion d'enfants âgés de 1 à 17 ans qui ont subi des châtiments physiques et/ou des agressions psychologiques de la part des personnes qui s'occupent d'eux au cours du mois écoulé.
- Indicateur 16.2.2 : Nombre de victimes de la traite des êtres humains pour 100 000 habitants, par sexe, âge et forme d'exploitation.
- Indicateur 16.2.3 : Proportion de jeunes femmes et hommes âgés de 18 à 29 ans ayant subi des violences sexuelles avant l'âge de 18 ans.

L'un des objectifs est de voir la fin du trafic sexuel, du travail forcé et de toutes les formes de violence et de torture envers les enfants. Cependant, le recours à l'indicateur des « crimes signalés » rend difficile le suivi et la réalisation de cet objectif. Par exemple, 84 % des pays ne disposent pas de données ou en quantité insuffisante sur les châtiments violents infligés aux enfants. D'après les données disponibles, il est clair que la violence contre les enfants par leurs tuteurs reste omniprésente : près de 8 enfants sur 10 âgés de 1 à 14 ans sont régulièrement soumis à des mesures disciplinaires violentes (quel que soit leur revenu). La pandémie mondiale a amplifié les défis des services de protection de l'enfance et de santé mentale, au lieu de les prioriser. Au vu de ce qui se passe actuellement dans le monde, aucun pays n'est sur la bonne voie pour éliminer toutes les formes de violence et promouvoir la santé mentale et le bien-être comme le promet le Programme de développement durable à l'horizon 2030.
Toutes les 7 minutes, un enfant quelque part dans le monde est tué. La naissance d'environ un enfant sur quatre n'est jamais enregistrée. Ceci fait qu'à long terme, il se sent privé d'identité juridique, qui est importante pour la protection de son droit à la justice et aux services sociaux.

### Cible 16.3: Promouvoir l'état de droit et garantir l'égalité d'accès à la justice

Carte du monde pour l'indicateur 16.3.2 - 2017.

Description : « Promouvoir l’état de droit aux niveaux national et international et donner à tous accès à la justice dans des conditions d’égalité. » Cet objectif comporte trois indicateurs:
- Indicateur 16.3.1 : Proportion de victimes de violence au cours des 12 derniers mois qui ont signalé leur victimisation aux autorités compétentes ou à d'autres mécanismes de résolution de conflits officiellement reconnus.
- Indicateur 16.3.2 : Détenus non condamnés en proportion de la population carcérale totale.
- Indicateur 16.3.3 : Proportion de la population qui a connu un conflit au cours des deux dernières années et qui a accédé à un mécanisme formel ou informel de règlement des différends, par type de mécanisme.

L'un des objectifs de l'indicateur 16.3.1 en mesurant la « proportion de victimes de violences au cours des 12 derniers mois qui ont signalé leur victimisation » est de réduire la sous-déclaration des crimes et des actes de violence. L'absence de source de données officielle est un grand défi pour mesurer avec précision les progrès de cet indicateur à travers le monde. Pour l'Afrique, l'Afrobaromètre sert de source importante de données pour l'indicateur 16.3.1. Selon les sondages menés par Afrobaromètre, dans lesquels on a demandé aux personnes interrogées « Avez-vous signalé l'incident à la police ? », l'Institut pour l'économie et la paix (IEP) a constaté que « 30 % ou moins de tous les incidents de violence ont été signalés à la police » dans 6 des 32 pays africains pour lesquels des données sont disponibles, ainsi que dans 6 autres pays africains où « 60 % des incidents ont été signalés à la police. »
Concernant l'indicateur 16.3.2, l'IEP conclut en outre que sur les 149 pays pour lesquels des données sont disponibles, 31 pays avaient « un taux inférieur à 15 % » et 62 avaient « un taux supérieur à 35 %. Les pays d'Asie et d'Océanie ont connu de fortes hausses de taux au cours des années 2016-2018. La pandémie de Covid-19 a encore compliqué l'accès à la justice pour les détenus non condamnés qui représentent 31 % de tous les détenus. La surpopulation carcérale combinée à des soins de santé médiocres rend les prisonniers vulnérables au Covid-19.

### Cible 16.4: Combat contre le crime organisé et les flux financiers et d'armes illicites
Description : « D’ici à 2030, réduire nettement les flux financiers illicites et le trafic d’armes, renforcer les activités de récupération et de restitution des biens volés et lutter contre toutes les formes de criminalité organisée. » La cible comporte deux indicateurs :
- Indicateur 16.4.1 : Valeur totale des flux financiers illicites entrants et sortants (en dollars américains courants).
- Indicateur 16.4.2 : Proportion d'armes saisies, trouvées ou remises dont l'origine ou le contexte illicite a été localisé ou établi par une autorité compétente conformément aux instruments internationaux.

### Cible 16.5: Réduction nette de la corruption et des pots-de-vin
Description : « Réduire nettement la corruption et la pratique des pots-de-vin sous toutes leurs formes. » La cible a deux indicateurs :
- Indicateur 16.5.1 : Proportion de personnes qui ont eu au moins un contact avec un agent public et qui ont versé un pot-de-vin à un agent public, ou se sont vu demander un pot-de-vin par ces agents publics, au cours des 12 derniers mois.
- Indicateur 16.5.2 : Proportion d'entreprises qui ont eu au moins un contact avec un agent public et qui ont versé un pot-de-vin à un agent public, ou qui se sont vu demander un pot-de-vin par ces agents publics au cours des 12 derniers mois.

Sur la base des données disponibles de 38 pays recueillies au cours des années 2010-2020, la corruption lors de l'accès aux services publics était la moins présente (à un taux moyen de 3,7 %) dans les pays à revenu élevé et la plus présente (à une moyenne de 22,3 %) dans pays à faible revenu.

### Cible 16.6: Développement des institutions efficaces, responsables et transparentes
Description : « Mettre en place des institutions efficaces, responsables et transparentes à tous les niveaux. » La cible comporte deux indicateurs :
- Indicateur 16.6.1 : Dépenses publiques primaires en proportion du budget initialement approuvé, par secteur (ou par code budgétaire ou similaire).
- Indicateur 16.6.2 : Proportion de la population satisfaite de sa dernière expérience des services publics.

### Cible 16.7: Garantie d'une prise de décision réactive, inclusive et représentative

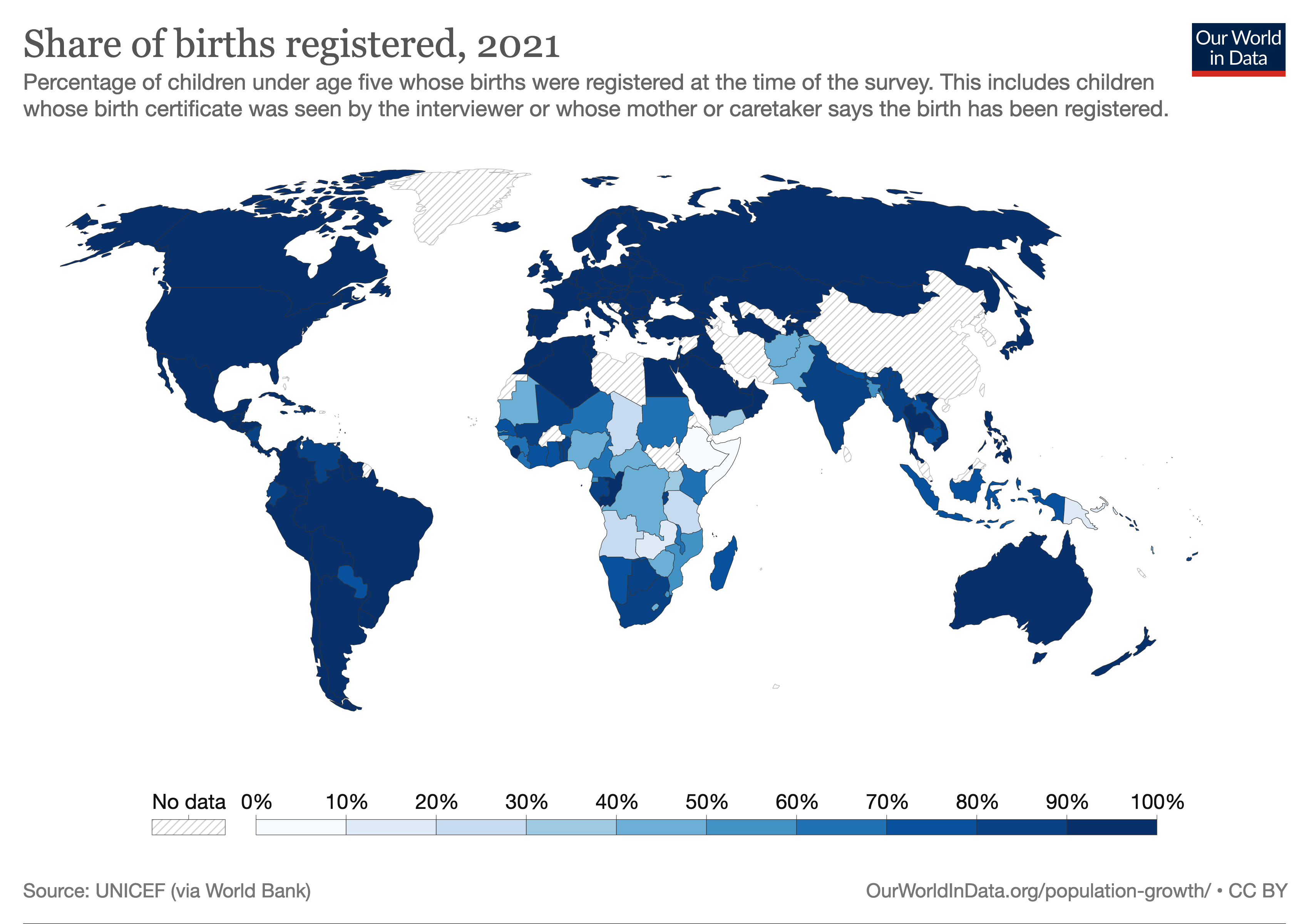
Carte mondiale pour l'indicateur 16.9.1 - Proportion d'enfants de moins de 5 ans dont la naissance a été enregistrée auprès d'une autorité civile.

Description : « Faire en sorte que le dynamisme, l’ouverture, la participation et la représentation à tous les niveaux caractérisent la prise de décisions. » La cible a deux indicateurs :
- Indicateur 16.7.1 : Proportions de postes dans les institutions nationales et locales, y compris (a) les législatures ; (b) la fonction publique ; et (c) la magistrature, par rapport aux répartitions nationales, par sexe, âge, personnes handicapées et groupes de population.
- Indicateur 16.7.2 : Proportion de la population qui pense que la prise de décision est inclusive et réactive, par sexe, âge, handicap et groupe de population.

### Cible 16.8: Renforcement de la participation à la gouvernance mondiale
Description : Élargir et renforcer la participation des pays en développement aux institutions chargées de la gouvernance au niveau mondial. La cible a un seul indicateur.
L'indicateur 16.8.1 est la « Proportion de membres et de droits de vote des pays en développement dans les organisations internationales. »

### Cible 16.9: Fournir une identité juridique universelle
Description : « D’ici à 2030, garantir à tous une identité juridique, notamment grâce à l’enregistrement des naissances. » L'unique indicateur 16.9.1 est la « Proportion d'enfants de moins de 5 ans dont la naissance a été enregistrée auprès d'une autorité civile, par âge. » Différentes entreprises évaluent l'ajout de la cible 16.9 en fonction de leurs priorités, les catégories incluent la protection de l'enfance, le développement économique, la sécurité nationale, la protection sociale, la santé publique, etc. Les personnes sans preuve d'identité légale, principalement les femmes et les moins fortunés, sont exclues de l'économie.
La cible 16.9 chevauche d'autres cibles des ODD. Par exemple, la cible 1.3 qui met en œuvre des systèmes de protection sociale ne peut être abordée au niveau national sans que les personnes vulnérables puissent s'identifier. Ceci est également affilié à l'ODD 3 en termes de soins de santé et à l'ODD 4 en termes d'éducation. L'absence d'identité juridique peut empêcher de nombreuses mesures mises en œuvre au profit des personnes qui en ont le plus besoin, créant ainsi des taux d'inégalité plus élevés. Avec plus d'un quart des enfants de moins de 5 ans non enregistrés dans le monde en 2015, environ 1 pays sur 5 devra accélérer les progrès pour parvenir à l'enregistrement universel des naissances d'ici 2030.

### Cible 16.10: Garantie de l'accès du public à l'information et protection des libertés fondamentales

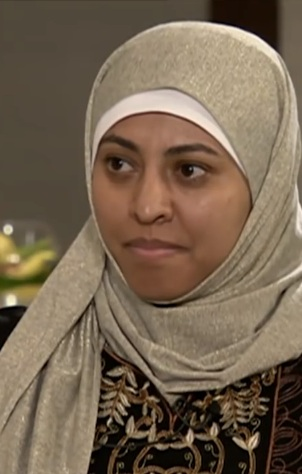
Nadia al-Sakkaf, première femme ministre de l'Information du Yémen.

Description : « Garantir l’accès public à l’information et protéger les libertés fondamentales, conformément à la législation nationale et aux accords internationaux. » La cible comporte deux indicateurs :
- Indicateur 16.10.1 : Nombre de cas vérifiés d'assassinat, d'enlèvement, de disparition forcée, de détention arbitraire et de torture de journalistes, de personnel associé des médias, de syndicalistes et de défenseurs des droits de l'homme au cours des 12 derniers mois.
- Indicateur 16.10.2 : Nombre de pays qui adoptent et mettent en œuvre des garanties constitutionnelles, statutaires et/ou politiques pour l'accès du public à l'information.

Le droit à l'information est un élément fondamental de la Déclaration universelle des droits de l'homme. En 2019, l'Organisation des Nations unies pour l'éducation, la science et la culture (UNESCO) a constaté que 125 pays avaient choisi d'adopter les lois sur le droit à l'information, l'accès à l'information ou la liberté d'information ou des garanties équivalentes. Cependant 17 pays n'avaient aucune sorte de lois ou de promesses en faveur de l'accès du public à l'information. Bien qu'une majorité de pays dans le monde aient adopté des politiques liées au droit à l'information, l'UNESCO a identifié un problème concernant la durabilité des pratiques de suivi et de rapport sur la cible 16.10. Ils ont appelé à la mise en place d'organes de surveillance spécifiques, dotés de postes de direction pour superviser les progrès des ODD à l'échelle nationale.
L'importance de progresser vers l'objectif 16.10 peut être vue à travers une citation de Nadia al-Sakkaf, ancienne ministre de l'Information de la République du Yémen : « Si l'information est le pouvoir, alors l'accès à l'information est l'autonomisation. »

### Cible 16.a: Renforcement des institutions nationales pour prévenir la violence et combattre la criminalité et le terrorisme
Description : « Appuyer, notamment dans le cadre de la coopération internationale, les institutions nationales chargées de renforcer, à tous les niveaux, les moyens de prévenir la violence et de lutter contre le terrorisme et la criminalité, en particulier dans les pays en développement. » L'indicateur associé à cette cible est  16.a.1 « l'existence d'institutions nationales indépendantes des droits de l'homme conformes aux Principes de Paris. »
Le président Uribe de Colombie a changé le combat militaire conventionnel pour survivre face au groupe rebelle des FARC. L'objectif principal était d'indiquer le nombre de victimes de la guérilla lors des combats. En fait les soldats ont commencé à kidnapper et tuer des innocents sans abri et à les présenter comme des victimes. L'objectif 16a indique la prévention de la violence, la lutte contre le terrorisme et la criminalité, qui, dans des cas extrêmes, sont réalisés par des moyens militaires. Toutefois, les soldats colombiens ont encouragé le terrorisme par des abus de pouvoir, ce qui a entraîné des injustices et des abus d'autorité.

### Cible 16.b: Promouvoir et appliquer des lois et des politiques non discriminatoires
Description: « Promouvoir et appliquer des lois et politiques non discriminatoires pour le développement durable. » L'unique indicateur 16.b.1 est la « proportion de la population déclarant s'être personnellement sentie victime de discrimination ou de harcèlement au cours des 12 derniers mois sur la base d'un motif de discrimination interdit par le droit international des droits de l'homme. »

### Organismes dépositaires
Les organismes dépositaires sont responsables du suivi et de la communication des indicateurs :
- Indicateur 16.1.1 : Office des Nations Unies contre la drogue et le crime (ONUDC) et Organisation mondiale de la santé (OMS) ;
- Indicateur 16.1.2 : Haut-Commissariat des Nations Unies aux droits de l'homme (HCDH) ;
- Indicateur 16.1.3 et 16.1.4 : Office des Nations Unies contre la drogue et le crime (UNODC) ;
- Indicateur 16.2.1 et 16.2.3 : Fonds des Nations Unies pour l'enfance (UNICEF) ;
- Indicateurs 16.2.2, 16.3.2 et 16.5.1 : Office des Nations Unies contre la drogue et le crime (ONUDC) ;
- Indicateur 16.4.1 : Office des Nations Unies contre la drogue et le crime (ONUDC) et Conférence des Nations Unies sur le commerce et le développement (UNTAD) ;
- Indicateur 16.4.2 : Office des Nations Unies contre la drogue et le crime (ONUDC) et Bureau des Nations Unies pour les affaires de désarmement ;
- Indicateur 16.5.2 : Banque mondiale (BM) et Office des Nations Unies contre la drogue et le crime (ONUDC) ;
- Indicateur 16.6.1 : Banque mondiale (BM) ;
- Indicateur 16.6.2 et pour deux indicateurs sous la cible 16.7 : Programme des Nations Unies pour le développement (PNUD) ;
- Indicateur 16.8.1 : Direction des Affaires Economiques et Sociales -Direction du Financement du Développement (DESA/FFDO) ;
- Indicateur 16.9.1 : Département des affaires économiques et sociales - Division des statistiques (DESA/UNSD) et Fonds des Nations Unies pour l'enfance (UNICEF) ;
- Indicateur 16.10.1, 16.a.1 et 16.b.1 : Haut-Commissariat des Nations Unies aux droits de l'homme (HCDH) ;
- Indicateur 16.10.2 : Organisation des Nations Unies pour l'éducation, la science et la culture (UNESCO)

## Suivi et progression
Des rapports d'étape de haut niveau pour tous les ODD sont publiés sous la forme de rapports du Secrétaire général des Nations unies. Le plus récent date d'avril 2020.
Le Programme international pour le développement de la communication est responsable du suivi de l'ODD 16 à travers les indicateurs 16.10.1 et 16.10.2. Tous les deux ans, un rapport contenant des informations des États membres sur l'état des enquêtes judiciaires sur chacun des meurtres condamnés par l'UNESCO est soumis au Conseil du Programme International pour le Développement de la Communication (PIDC) par le Directeur général de l'UNESCO,. Les indicateurs de sécurité des journalistes sont un outil développé par l'UNESCO qui, selon le site web de l'UNESCO, vise à cartographier les principales caractéristiques qui peuvent aider à évaluer la sécurité des journalistes et à déterminer si un suivi adéquat est donné aux crimes commis à leur encontre,. Les pourparlers du permettent également au programme de sensibiliser à l'importance de l'accès à l' information. Le PIDC surveille et rend également compte des lois sur l'accès à l'information dans le monde entier par le biais du rapport mondial du Secrétaire général des Nations Unies sur le suivi des ODD.

## Défis

### Impact de la pandémie de Covid-19
La menace pour le développement durable est le conflit, l'insécurité, la faiblesse des institutions et l'accès limité à la justice.
La pandémie mondiale de Covid-19 devrait augmenter la fréquence des conflits, les pays blâmant les autres pour leur situation. On s'attend également à ce que la paix et la sécurité mondiales soient menacées, plus de 60 % des pays risquant de propager le COVID-19 dans les prisons en raison de la surpopulation.

## Liens avec d'autres ODD
Les objectifs de développement durable ne sont pas considérés comme complètement indépendants les uns des autres, mais plutôt comme étroitement liés. De cette manière, le développement des médias renforce la liberté d'expression, la paix, mais contribue également à la durabilité, à l'éradication de la pauvreté et aux droits de l'homme. Favoriser la paix et des sociétés inclusives peut contribuer à réduire les inégalités (ODD10 ) et aider les économies à prospérer (ODD8).
Le document final de 2012 du Sommet des Nations Unies sur l'Agenda 2030 considère que le développement durable ne peut être réalisé sans construire des sociétés pacifiques, justes et inclusives et s'attaquer aux problèmes de corruption, de mauvaise gouvernance, d'insécurité et d'injustice.

## Organisations

### Organisations des Nations Unies
Le Programme des Nations Unies pour le développement (PNUD) est le réseau mondial de développement des Nations unies concerné par l'ODD 16. Par conséquent, le programme se concentre sur la gouvernance démocratique et la consolidation de la paix. Le PNUD travaille également sur la prévention des conflits en autonomisant les jeunes, en particulier les femmes. Aussi, ils visent à soutenir les cadres et la structure et en jouant le rôle de médiateurs.